# تيار استوائي جنوبي
تيار استوائي جنوبي

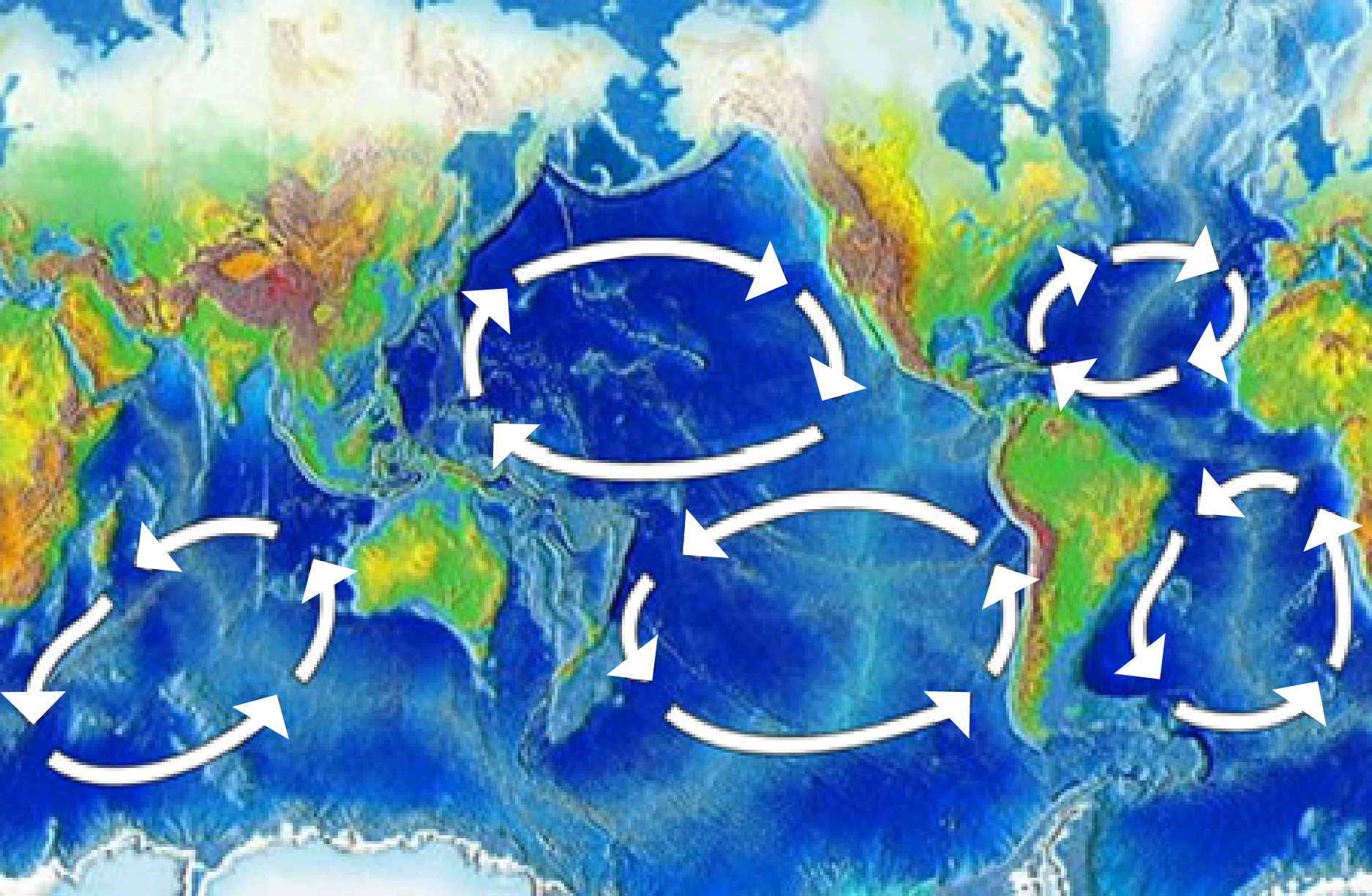

هو تيار مائي محيطي يتدفق غرباً إلى الجنوب من خط الاستواء -عند خط عرض 10 جنوباً تقريباً- وفق حركة الرياح السائدة.
المصدر: المعجم الجغرافي المناخي